# Casa Souza Pinto
A Casa Souza Pinto promovida por António de Souza Pinto, e sita na Avenida Vasco da Gama, n.º 2, Santa Maria de Belém, foi projectada por Francisco Keil de Amaral com o cuidado de obter um objecto arquitectónico de grande qualidade no domínio da vivenda uni-familiar. A organização do espaço permite uma inter-relação entre a função de cada espaço e a sua localização no terreno. Esta moradia produz um desenho inovador, com referências a códigos linguísticos ou estéticos de feição com influências internacionais do momento.
A localização da moradia é definida segundo a orientação do sol e não segundo os alinhamentos dos lotes contíguos, como justifica na memória descritiva, de forma a obter maior conforto térmico e mais intimidade nos espaços interiores.
Faz aproveitamento da modelação do terreno e dispõe os espaços definidos no programa de uma forma funcional, acautelando a independência de cada um, assim como os acresce de elementos estruturais, como muros e paredes, materialmente, geométrica e esteticamente impregnados.
Os espaços interiores obtêm pela distribuição cuidada dos vãos de janelas, iluminação natural por um período de tempo mais prolongado devido à sua orientação. O percurso no interior da moradia foi projectado de modo a oferecer múltiplos e diversos ângulos de visão, favorecendo determinados espaços a uma perscrutação estética. Os espaços de lazer foram orientados a sul e têm vistas para o jardim, onde a acalmia da natureza se sobrepõe como uma paisagem reconfortante.

## O projecto
A parcela onde a moradia está implantada resultou da junção de dois lotes de 1500 m2, na envolvente observam-se construções parcas com anexos destinados a alojar automóveis, galinheiros, e estendais. As árvores são inexistentes, apresentando espaços livres que proporcionam pouca intimidade.
A planta da Casa Souza Pinto revela um desenho orgânico, parece produzido a partir de uma ligeira curva, gerando um semicírculo com linhas traçadas a partir do centro que se acomodam às curvas de nível segundo a pendente do terreno. A sua implantação no terreno apresenta um ou dois pisos acima da sua cota de soleira, como se pode também observar em aldeamentos rurais.
O facto de a moradia se situar na zona norte da parcela admite a instalação de um desafogado jardim a sul para onde a casa se anuncia. A utilização dos muros nessa composição permite compor os desníveis de terreno, tal como sugerir espaços com alguma intimidade.
Os pátios apresentam-se aqui associados ao lazer e às zonas de estar. A instalação da pérgula reticulada em betão funciona como extensão dos telhados, e ao mesmo tempo alude a um elemento arquitectónico tradicional.
Os acessos estão localizados a norte da parcela para não interferir com o jardim instalado a sul, estão ainda projectados de forma sinuosa e dispersos, para facilitar os percursos salvaguardando a intimidade dos espaços, tanto interiores como exteriores. É de salientar ainda o esquema estruturado do acesso que une a garagem a entrada principal.
O lago e a vegetação a sul são elementos que reforçam e apelam à segurança e ao bem-estar. A estátua do menino sentado, feito em pedra, tem uma pequena pérgula no topo que se apoia no muro, todos estes elementos se conjugam denotando uma preocupação estética e plástica.
O telhado exibe aplicação de materiais correntes, adopta um valor plástico e moderno. Apresenta uma água e está localizado sobre os quartos. A laje do telhado saliente da fachada dá uma visão distinta desses elementos.
Na zona do corredor no 1º piso de acesso aos quartos, na fachada orientada a norte, verifica-se que a cobertura está separada da parede por uma fiada de janelas altas para proporcionarem iluminação ao espaço interior.
A utilização de um telhado para além de integrar a semântica da cobertura tradicional, contrária ao modernismo, salienta-se com mestria pois na zona das salas a sul, desenha um terraço amplo proporcionando um solário, agregando a essa zona de lazer à contemplação e vista para o jardim.
Keil do Amaral tem um traço simples e eficaz, o projecto revela a preocupação de salientar a construção mas também a sua preocupação pela disposição tratada dos espaços verdes. Trabalha os elementos naturais, os desníveis de terreno, assim como os percursos, oferecendo a envolvente como mais um atributo ou elemento fundamental à personalização da moradia, para o desfruto de maior qualidade de vida por parte dos seus moradores.
A casa estabelece uma fronteira entre espaço público e o privado, distribuindo os espaços interiores de maior relevância com localização a sul.
As zonas de serviços compostas por quarto de serviçal, cozinha e copa, localizam-se na ala oeste do piso térreo, acedem-se através uma porta no hall de entrada, onde surge uma zona de distribuição permitindo a passagem para o pátio de serviço e para a sala de jantar. Tanto o quarto de serviçal como a copa e a cozinha, têm vãos para o pátio de serviço, no entanto as instalações sanitárias dos serviçais como a despensa, têm os vãos de menor dimensão e orientadas para a galeria de acesso à garagem.
No piso térreo, a zona social está localizada a Este, com abertura para o jardim, é composta por sala de estar, de refeições, de costura e de fumo. O muro que divide o pátio exterior, revela a separação funcional existente no interior. A distribuição em forma de L da sala de estar com a de jantar e a de costura, obedecem a um ligação funcional, estabelecida por preferência e uso dos moradores.
A aplicação da lareira vem acrescida de sentido, para além da conotação com sua presença em habitações rurais portuguesas, tem igualmente o valor de dispositivo de conforto, tal qual é abordada semanticamente por Frank Lloyd Wright, resultando na simbiose dos valores tradicionais com os do modernismo, no entanto acresce pela sua implementação no espaço doméstico, revelando uma óptica moderna de organização espacial. Este dispositivo vai fazer a separação entre a zona de estar e a de refeições.
O acesso aos pisos é feito por uma escadaria que tem pé direito duplo, obtendo assim maior destaque, e funcionalmente faz a separação entre a zona dos quartos e a zona social, articulando no primeiro andar com o acesso ao terraço ai existente.
Esta moradia tem os quartos do 1º andar distintamente privados das zonas sociais da casa, proporcionando-lhes a inclusão de instalações sanitárias.
Os  caixilhos  apresentam  um  desenho  simples,  de  verticalidade  expressa  pelo desenho dos vãos de janela, de certa forma contrária à “moderna” janela horizontal. O acesso ao exterior através da sala de jantar e de estar, no piso térreo, é feito unicamente por uma porta situada na fachada, espaço obtido pelo recuo da sala de costura. No pátio da área de serviços o acesso ao exterior é efectuado por uma porta existente na copa. As portas de serventia a Norte são de reduzidas dimensões. As que dão acesso ao jardim pela sala se estar e de refeições fazem-se por um vão contínuo de grandes dimensões.
Os quartos orientados a Sul têm varandas com conotação à linguagem moderna, onde se observam preocupações estéticas na conjunção de planos por forma a obter um volume puro.
Este projecto de assunção funcionalista é indiscutivelmente uma obra moderna. Apresenta uma grande racionalidade pela organização dos espaços, contrapondo um volume fracturado e desestruturante de ortogonalidade.
No piso térreo a Norte o corpo está ligeiramente recuado em relação ao do piso superior, por sua vez o superior estende-se pelos limites da zona das salas, e junto aos quartos, as varandas projectam-se longitudinalmente. Os planos dispersos que constituem o espaço exterior contribuem para o equilíbrio da desconstrução estética do volume puro.

## Do arquitecto Francisco Coelho Keil do Amaral
Uma personalidade que se afasta deliberadamente das correntes nacionalistas de cariz funcionalista e modernistas do seu tempo, intui numa simbiose ética e moral de genuinidade, de necessidade de ser moderno, globalizante, amando a arquitectura, servindo-a, assim como os fins a que ela se propõe, ligando-a à identidade dos locais, de forma integrante, afirmando-se como uma constante da arquitectura portuguesa.
Das suas referências, com Willelm Marinus Dudok e da arquitectura Holandesa, aprendeu a reinventar o tradicional, a planificar e a construir para o bem-estar e felicidade do homem comum, acolhendo em si o sentir e viver de humanista, que transparece pela história da sua vida, pela obra, e pelos seus livros.
Dos projectos é notória a procura de inserir o objecto arquitectónico na sua envolvente de forma natural, orgânica e funcional. A paisagem que integra o objecto e que lhe aufere continuidade, carácter, respeito e memória, vislumbrando as capacidades de a explorar de forma humilde, numa arquitectura adequada à escala e ao mesmo tempo, sendo tradicional e moderna.
Com um desenho que se desenvolve do espaço interior para o exterior, transporta consigo uma sensível e rigorosa economia de meios, presenteando os espaços com grande qualidade, conforto e intimidade.
Dos materiais, a sua preferência pelos rústicos, a pedra, o tijolo sem revestimento ou as coberturas em telha, estão inseridos com uma reflectida funcionalidade estética, subjacente à modulação da luz e aos ensombramentos, para desígnio do conforto térmico.
Francisco Coelho Keil do Amaral, um homem cuja inteligência, simplicidade, frontalidade, humildade e perseverança, aliadas à grande paixão pela arquitectura, independentemente de todas as adversidades, soube no seu tempo escolher um caminho dignificante da Arquitectura ao serviço do Homem.